# 維什內韋 (丘胡伊夫區)
49°40′38″N 35°31′32″E / 49.67722°N 35.52556°E
維什內韋（烏克蘭語：Вишневе）是位於烏克蘭東部的村莊，由哈爾科夫州丘胡伊夫区的舊薩爾蒂夫市鎮負責管轄。該村始建於1928年，面積0.54平方公里，海拔高度165米，2001年人口359，人口密度每平方公里668.5人。